# Championnat de France de football 1914 (USFSA)
Navigation
Championnat 1913 Championnat 1919
Le Championnat de France de football USFSA 1914 met aux prises les champions régionaux de l'USFSA.

## Championnats régionaux

### Championnat de Haute-Normandie
| Rang | Équipe          | Pts | J  | G | N | P | Bp | Bc | GA |
| ---- | --------------- | --- | -- | - | - | - | -- | -- | -- |
| 1    | FC rouennais    | 27  | 10 | 8 | 1 | 1 |    |    |    |
| 2    | US quevillaise  | 24  | 10 | 6 | 2 | 2 |    |    |    |
| 3    | Le Havre AC     | 22  | 10 | 6 | 0 | 4 |    |    |    |
| 4    | Le Havre Sports | 18  | 10 | 2 | 4 | 4 |    |    |    |
| 5    | Beauvoisine FC  | 16  | 10 | 2 | 2 | 6 |    |    |    |
| 6    | FC dieppois     | 13  | 10 | 1 | 1 | 8 |    |    |    |

## Championnat de France

### Participants
Les participants sont les vainqueurs des championnats régionaux,,,,
- Champion de Paris : Association Sportive Française
- Champion du Nord : Olympique Lillois
- Champion de Haute-Normandie : Football Club de Rouen
- Champion de Basse-Normandie : Stade Malherbe Caennais
- Champion de Bretagne : Union Sportive Servannaise
- Champion de Basse-Bretagne : Stade Quimpérois
- Champion de Picardie : La Fraternelle d'Ailly
- Champion de Champagne : RC Reims
- Champion de la Côte d'argent : Stade bordelais Université Club
- Champion du Littoral : Stade helvétique de Marseille
- Champion de Lorraine : Cercle sportif du Stade Lorrain
- Champion des Pyrénées : Stade toulousain
- Champion du Lyonnais : Football club de Lyon
- Champion du Languedoc : Olympique de Cette
- Champion de la Côte d’Azur : Stade raphaëlois
- Champion du Maine : Union sportive du Mans
- Champion de Bourgogne-France-Comté : Red Star association de Besançon
- Champion des Alpes : Union sportive d’Annemasse
- Champion des Ardennes : Football club de Braux
- Champion d'Alsace-Franche-Comté Nord : Association sportive de Montbéliard
- Champion de l'Atlantique : CO choletais
- Champion des Charentes : Sporting club angérien
- Champion du Bourbonnais : AS Michelin
- Champion de la Côte basque :
- Champion d'Armagnac : ASNG Tarbes
- Champion du Limousin : Stade limousin
- Champion de Touraine : CASG Orléans
- Champion d'Auvergne :
- Champion du Périgord :

### Premier tour préliminaire
Le champion de Picardie, la Fraternelle d'Ailly-sur-Noye, est opposé le 1er février 1914 sur son terrain au champion de Champagne, le Racing Club de Reims . Les Rémois se présentent au complet, tandis que les Aillysiens jouent avec trois remplaçants. Après « dix minutes d'observations », le RC Reims prend le jeu à son compte, pour ne presque plus quitter le camp picard par la suite. De plus, l'arrière de la Fraternelle Moutardier doit quitter le terrain à la suite d'un coup de pied au genou reçu de l'inter droit rémois. À onze contre dix, le RC Reims remporte la partie par sept buts à zéro. Le journaliste du Progrès de la Somme concède que les Rémois ont envoyé une « équipe supérieure à n'importe quelle équipe picarde ».
- 18 janvier 1914
  - Stade Quimpérois 4-0 CO choletais, Vélodrome du Ludugris, 1 500 spectateurs[9].
  - US Le Mans 4-0 CASG Orléans
  - ASNG Tarbes b. le champion de la Côte basque (forfait)
  - Champion d'Auvergne contre champion du Périgord : les deux clubs déclarent forfait
  - Sporting Club angérien - Stade Limousin (match reporté pour intempéries)

- 1er février 1914
  - la Fraternelle d'Ailly-sur-Noye 0-7 Racing Club de Reims
  - FC Lyon 6-2 US Annemasse
  - Football club de Braux 4-2 Cercle des Sports Stade Lorrain
  - SM Caen 6-1 US Le Mans
  - Sporting Club angérien - ASNG Tarbes (forfait de Tarbes)
  - Red Star Association de Besançon - AS Michelin (forfait de Clermont)

### Deuxième tour préliminaire
- 8 février 1914
  - AS Montbéliard 5-4 Red Star Association de Besançon
  - US Quevilly 0-4 SM Caen

### Troisième tour préliminaire
- 15 février 1914
  - Racing Club de Reims 6-0 Football club de Braux
  - FC Lyon 5-0 AS Montbéliard
  - Stade Quimpérois - SM Caen (forfait du Stade Quimpérois)

### Huitièmes de finale
Le Stade helvétique, tenant du titre, est éliminé dès les huitièmes de finale par le Football Club de Lyon. Menés deux buts à un sous une pluie torrentielle, quatre joueurs marseillais décident de quitter le terrain. Les Suisses parviennent à égaliser à sept contre onze, mais abandonnent définitivement la partie après avoir encaissé un troisième but en prolongation, conduite jugée « indigne de joueurs au passé si lourdement chargé de victoires sensationnelles ».
- 22 février 1914
  - Stade Bordelais UC 3-1 Stade toulousain
  - FC Lyon 3-2 SH Marseille
  - Union sportive Servannaise 3-3 SM Caen (forfait de Caen pour le match à rejouer)
  - FC Rouen 4-3 Racing Club de Reims
  - Olympique de Cette - Sporting Club angérien (forfait de Saint-Jean d'Angély)
  - AS Française, Olympique lillois et Stade raphaëlois qualifiés d'office

### Quarts de finale
- 1er mars 1914
  - À Sète. Olympique de Cette 2-1 Stade Bordelais UC
  - À Saint-Servan. Union sportive Servannaise 1-0 AS Française
  - À Rouen. FC Rouen 0-1 Olympique lillois
  - À Marseille. Stade raphaëlois 3-1 FC Lyon

### Demi-finales
- 22 mars 1914

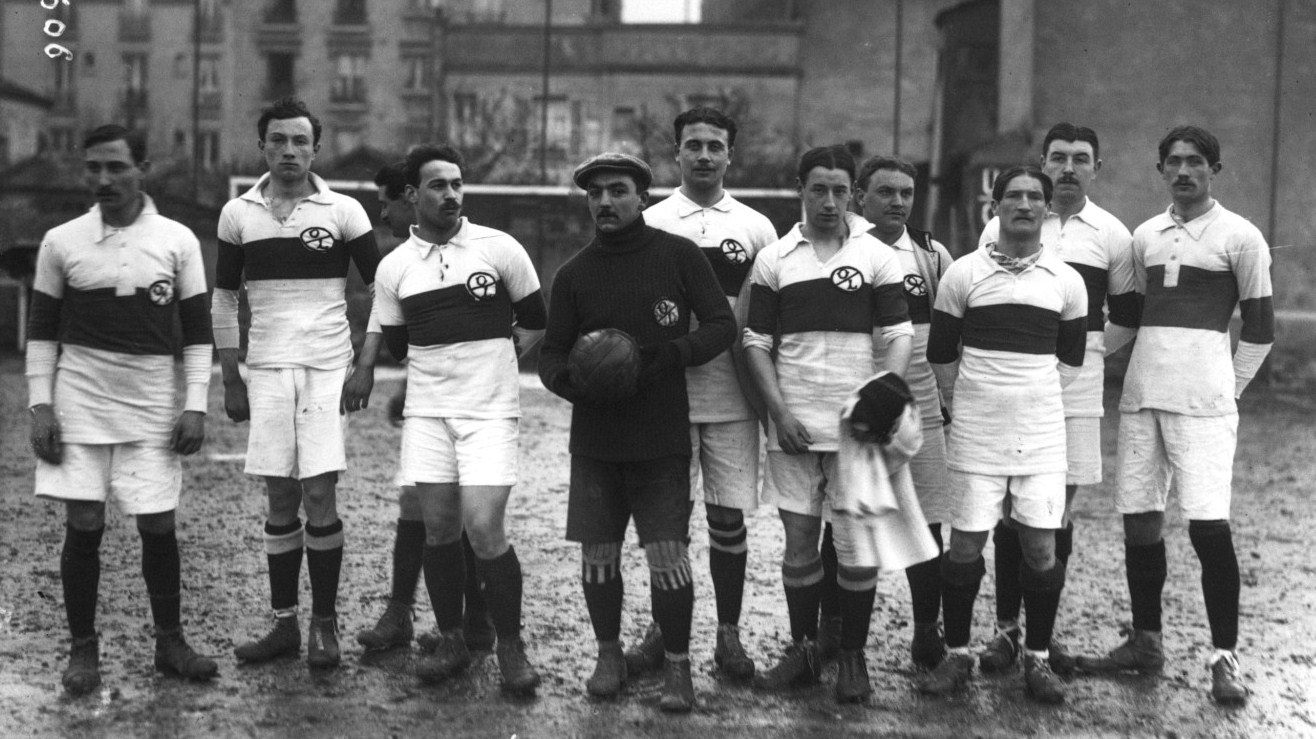
L'Olympique lillois le 22 mars 1914 avant sa demi-finale.

  - À Marseille. Olympique de Cette 3-1 Stade raphaëlois
  - À Paris. Olympique lillois 8-1 Union sportive Servannaise

### Finale
- 5 avril 1914, au Stade de la Légion Saint-Michel, Paris[11]
  - Olympique lillois 3-0 Olympique de Cette
  - Arbitre : Marguin
  - Buts : Six, Eloy (2)
  - Lille : E. Carpentier, Jean Degouve, Ch. Jouvel, Maurice Gravelines, Jean Ducret, Charles Montagne, H. Vignoli, Alphonse Six, Albert Eloy, Paul Chandelier, J. Mollet
  - Cette : Abbal, Butler, Victor Gibson, Fernand Augade, Artaud, Mas, M. Chabrol, Stevenson, Henri Chabrol, Burnett, Raymond

À noter que le gardien de but titulaire cettois (Razias) est absent pour ce match ; Il fut remplacé par un joueur de champ (Abbal).

## Sources
- (en) Frédéric Pauron, « France 1892-1919 : 1913/14 », sur rsssf.com, 24 avril 2004 (consulté le 16 octobre 2009)
- Le Matin du 19 janvier 1914, sur https://gallica.bnf.fr/ark:/12148/bpt6k570771n/f5.zoom.langFR
- La Vie sportive du Nord et du Pas-de-Calais, 24/01/1914, p. 7